# HD 3580
HD3580 є хімічно пекулярною зорею спектрального класу
B8 й має видиму зоряну величину в
смузі V приблизно  6.7.

## Пекулярний хімічний вміст
Зоряна атмосфера HD3580 має підвищений вміст Si.